# Lijst van afleveringen van Lost (seizoen 2)
Deze lijst geeft een overzicht van de verschillende afleveringen van het tweede seizoen van de Amerikaanse televisieserie Lost.
Verscheidene nieuwe personages, zoals Ana-Lucia Cortez, Libby en de Afrikaanse Mr. Eko doen hun intrede wanneer blijkt dat er op een andere plaats op het eiland eveneens overlevenden zijn uit het staartgedeelte van het vliegtuig. Ook het Dharma-initiatief (The Dharma Initiative) en de financierder The Hanso Foundation doen hun intrede. Zij zouden verantwoordelijk kunnen zijn voor de mysterieuze gebeurtenissen op het eiland. In een van de bunkers van 'The Dharma Initiative' vinden zij een film waarin uitleg wordt gegeven wat ze moeten doen om 'de wereld te redden'. Mr.Eko vindt nog een stukje film dat ertussenuit is geknipt waarin de losties zien dat ze met de computer niet mogen communiceren met de buitenwereld. John Locke begint te twijfelen over de knop waar ze om de 108 minuten op moesten drukken na het intikken van een code. Aan het einde van het seizoen drukt hij de knop niet in en ontstaat er een magnetisch veld door de overbelaste elektromagneet, die om de 108 minuten ontladen moet worden. De bunker implodeert waarbij de lucht paars wordt en de hele bunker wordt vernield.

## Overzicht
| Nr. | Titel                             | Flashback                  | Regisseur         | Schrijver(s)                            | Uitzenddatum      |  |
| --- | --------------------------------- | -------------------------- | ----------------- | --------------------------------------- | ----------------- |  |
| 2-01 (26) | Man of Science, Man of Faith      | Jack                       | Jack Bender       | Damon Lindelof                          | 21 september 2005 |  |
| In deze aflevering wordt verteld wat er onder het luik zit dat Locke, Jack, Kate en Hurley aan het einde van seizoen 1 hebben opgeblazen. Aan het begin van de aflevering hoor je een biep-signaal. Iemand wordt wakker en gaat vlug even wat intikken op een oude pc waardoor het biep-signaal eindigt. De man legt zijn favoriete plaat op en eet iets, drinkt iets, wast zich en gaat wat fietsen op z'n hometrainer. Wanneer door een ontploffing de platendraaier stilvalt gaat de man meteen een wapen halen en gaat hij met een spiegelsysteem kijken wat er verderop gebeurd is. Je volgt de spiegels stuk per stuk tot je uiteindelijk twee bekende hoofden ziet opduiken, die van Jack en Locke. Jack wil het luik niet in gaan, aangezien de trap om naar beneden te gaan stuk is, maar de nieuwsgierigheid van Locke én van Kate neemt hen toch mee het luik in. De man in het luik blijkt op het einde van de aflevering een oude bekende van Jack te zijn maar de man zelf, Desmond is zijn naam, herinnert zich Jack niet meteen... Het is wel duidelijk dat er weer heel wat nieuwe vragen bij de kijker opkomen maar dat nog steeds geen enkele andere vraag uit seizoen 1 (behalve dan de vraag van wat er onder het luik zit) wordt beantwoord. |                                   |                            |                   |                                         |                   |  |
| 2-02 (27) | Adrift                            | Michael                    | Stephen Williams  | Steven Maeda & Leonard Dick             | 28 september 2005 |  |
| Sawyer drijft rond op de oceaan sinds de aanval op het vlot. Het vlot brandt en een zijde ervan is weggeblazen. Enkele stukken van het wrak drijven overal en nergens. Michael schreeuwt regelmatig de naam van Walt en Saywer de naam van Jin. Sawyer meent Michael eerst te moeten redden en zwemt naar hem toe en sleept hem op een overblijfsel van het vlot. Michael is kwaad op Saywer omdat hij hem min of meer gedwongen heeft om het lichtsignaal af te vuren waardoor de aandacht van de aanvallers werd getrokken. Jin is in geen velden of wegen te bekennen. Kort nadat ze op het overblijfsel van het vlot zijn geklommen, bonkt er iets aan de onderkant. Op het moment dat Sawyer en Michael onderzoeken wat het is, zien ze een gedeelte van een vin van een haai. Michael geeft de wond van Sawyer er de schuld van, dat de haai heeft aangetrokken. Dit leidt tot een ruzie tussen de twee heren en eindigt ermee dat Michael Sawyer beveelt om het wrakstuk te verlaten. Sawyer gaat akkoord, zoekt een ander wrakstuk op, maar al snel zijn de twee alweer aan het ruziën (terwijl Sawyer de kogel uit zijn schouder trekt). Plotseling valt het wrakstuk waar Sawyer op zit, uit elkaar, waardoor hij gedwongen wordt om wederom bij Michael op diens wrakstuk te gaan zitten. Terwijl ze met de stroming meegaan verschijnt er elders een ander deel van het vlot en ze besluiten daarop te gaan zitten. Op dat moment krijgt de kijker een scène te zien van de haai die onderwater is, en zien we een vreemd logo op zijn staart (het Dharma logo). Op het moment dat Sawyer over wil gaan zwemmen geeft Michael hem zijn pistool in het geval dat de haai opduikt, wat ook gebeurt. Michael schiet meerdere malen en verwondt de haai daar klaarblijkelijk mee, aangezien deze het hazenpad kiest. Geschokt door deze ervaring zwemt Michael in apathische toestand naar het zojuist ontdekte overblijfsel van het vlot waar Sawyer op hem zit te wachten. Gedurende Michaels flashbacks, herinnert hij zich zijn recente strijd met Susan rondom het voogdijschap. Susan heeft Michael gevraagd om ervoor te tekenen, dat hij afstand zou doen van zijn ouderlijke rechten aangaande Walt. Hoewel Michael in eerste instantie weigert en gerechtelijke stappen te onderneemt om zijn rechten te behouden, weet Susan hem uiteindelijk zover te krijgen, dat hij zijn redenen in twijfel moet trekken en na moet gaan of het hem om zijn eigen gevoel te doen is, of voor het welzijn van Walt. Onderdeel van de flashback is een scène met Michael en Walt. Michael geeft Walt daarin een speelgoed ijsbeer (op het eiland is de ijsbeer een van de mysteries). Wanneer de dag aanbreekt op het vlot is Michael aan het huilen. Hij realiseert zich dat hij Walt niet mee had moeten nemen op het vlot ook al wilde hij niets anders dan bij zijn zoon zijn. Net zoals zijn gevecht om de voogdij hadden Walts veiligheid en bescherming nooit in het geding mogen zijn en Michael zegt tegen Sawyer dat het zijn eigen schuld is dat Walt ontvoerd is. Op datzelfde moment kijkt Sawyer om zich heen en ziet, dat ze weer terug zijn bij het eiland. Als ze zich aan de kustlijn wassen, op een strand dat ze niet herkennen, worden ze verrast door een op hen af rennende Jin, wiens handen achter zijn rug zijn gebonden, en roept het woord "Others". Hij wordt achtervolgd door een groep personen die hem gevangen hebben gehouden. |                                   |                            |                   |                                         |                   |  |
| 2-03 (28) | Orientation                       | Locke                      | Jack Bender       | Javier Grillo-Marxuach & Craig Wright   | 5 oktober 2005    |  |
| Michael en Sawyer zien Jin met zijn armen aan elkaar gebonden op hen afrennen op het strand, achterna gezeten door een groep van 5 personen, die hij "Others" noemt. Alle drie heren worden aangevallen en snel bewusteloos geslagen door een van de andere groep. Deze mensen, sommigen maar half gekleed, slepen de bewusteloze mannen in netten naar een kuil die is bedekt met (van bamboe gemaakte) tralies. In de ondergrondse bunker is de confrontatie tussen Jack, Desmond en Locke genoeg afleiding voor Kate, om uit het ventilatiesysteem te komen. Zij laat zich zakken in de wapenkamer, waar ze munitie en een geweer vindt. Ze sluipt achter Desmond langs en eindigt haar actie, door hem een tik te geven met de achterkant van het geweer. Terwijl dat gebeurt, vuurt Desmond een kogel af met zijn pistool terwijl hij valt. Daarbij raakt zijn kogel de computer en beschadigt deze enorm. Als gevolg hiervan raakt hij overstuur en zegt dat iedereen zal sterven, tenzij de computer gerepareerd kan worden. Kate suggereert dat Sayid de computer misschien wel kan repareren en wordt gestuurd om hem te vinden. Op aandringen van Jack vertelt Desmond dat hij drie jaar geleden meedeed aan een solo-race rondom de wereld totdat zijn boot tegen de kliffen van het eiland sloeg. Op het eiland ontmoette hij een man genaamd Kelvin die hem meenam om zijn plicht "het invoeren van de nummers" in de computer van de bunker samen te gaan vervullen. Na het invoeren van de nummers moet de "execute"-knop worden ingedrukt na elke 108 minuten. Desmond legt uit dat als dit niet gebeurt, het einde van de wereld in zicht is, maar heeft geen tijd voor een gedetailleerde uitleg. Hij geeft aanwijzingen aan Jack en Locke dat zij een filmband moeten kijken die hij heeft verstopt achter het boek "The Turn of the Screw". Deze filmt verwelkomt zijn kijkers in de bunker, noemt het station 3, The Swan, en gaat verder met het beschrijven van een project genaamd "The Dharma Initiative", opgericht door experimenteel psychologische onderzoekers en gefinancierd door "The Hanso Foundation". De film eindigt met de uitleg dat, als gevolg van een incident op het eiland, de aanwezigen de code in de computer moeten ingeven om de 108 minuten voor de komende 540 dagen. Daarna zullen er vervangers komen om de taak verder op zich te nemen. Jack en Locke hebben tegengestelde reacties op deze film: Jack gelooft dat hetgeen zij ervaren niets meer is dan een sociaal experiment, terwijl Locke vindt, dat hetgeen in de film wordt gezegd, voor waarheid moet worden aangenomen. Snel daarna probeert Desmond de computer weer werkend te krijgen, maar hij valt uit. Desmond raakt hierdoor in paniek en verlaat haastig de bunker. Jack gaat hem achterna en laat hiermee Locke achter om te proberen de computer in zijn eentje te repareren. Locke krijgt kort te maken met een emotionele teleurstelling, maar Kate, Sayid en Hurley arriveren om mee te helpen. Sayid is niet geïnteresseerd in de details van de ontstane situatie en geeft Kate en Hurley de opdracht om de stroomvoorziening te herstellen terwijl hij de computer repareert. Terwijl Hurley zoekt naar de schakelkast ontdekt hij de voedselopslagkamer die door Desmond gebruikt werd en raakt hierdoor overdonderd van de grote hoeveelheid aan voedsel. Buiten haalt Jack Desmond in en houdt hem onder schot. Desmond vertelt Jack de code, maar hierin is Jack niet geïnteresseerd. In plaats daarvan vraagt hij waar Desmond naartoe rent. Dit herinnert Desmond aan zijn eerste ontmoeting met Jack. Als Desmond vraagt hoe het de patiënt van Jack is vergaan, versteent Jack voordat hij uiteindelijk antwoordt dat hij met haar is getrouwd. Desmond maakt uit Jacks reactie op dat ze inmiddels niet meer getrouwd zijn. Jack laat zijn pistool zakken en begint te huilen. Desmond rent hieropvolgend weer weg. Ergens anders op het eiland onderzoeken Sawyer, Michael en Jin hun gevangenis, waarbij Sawyer probeert om boven de bamboetralies uit te komen, terwijl de andere twee hem omhoog duwen. De man die hen eerder heeft toegetakeld, steekt hier een stokje voor en er wordt een andere gevangene in de kuil gegooid. Als zij wakker wordt introduceert zij zich als Ana Lucia en ze komen erachter dat ze allemaal aanwezig waren op vlucht 815. Ana Lucia zat in het achterste gedeelte, welk als eerste afbrak, en op een ander deel van het eiland is neergestort. Ze beweert in haar eentje te hebben overleefd sinds het ongeluk en dat ze gevangen is genomen, net als de drie mannen. Ze ziet dat Sawyer een pistool bij zich draagt onder zijn shirt. Sawyer vertelt haar dat hij de bewaker wil lokken en ontsnappen. Ana Lucia vindt het een stom plan en terwijl ze verder discussiëren slaagt ze erin het pistool van Sawyer af te pakken. Daarna roept ze de bewaker en wordt uit de kuil getrokken. De bewaker vraagt haar welke informatie ze te weten is gekomen en de mannen in de kuil realiseren zich hiermee dat zij hen heeft misleid. In een flashback is Locke aanwezig bij een groepsbijeenkomst, waar een vrouw uitlegt dat haar moeder geld uit haar tas heeft gestolen. Locke lacht hierom en vindt het stompzinnig. Als de groepsleidster vraagt waarom, legt hij uit dat 30 dollar niets is om over in te zitten en vertelt het bedrog van zijn vader (zoals gezien in de aflevering Deus Ex Machina). Na de bijeenkomst wordt Locke benaderd door een andere deelneemster van de groep genaamd Helen, die hem vertelt dat hetgeen Locke zei iets was dat ze altijd zelf al had willen zeggen en flirt met hem. In een sprong naar een later stadium zien we dat Helen in bed wakker wordt terwijl Locke zijn kleren aantrekt, waarbij hij zegt dat hij zich niet gemakkelijk voelt om in een vreemd bed te slapen. Die morgen zit hij in zijn auto voor het hek van zijn vaders huis. Zijn vader opent Lockes auto en komt erbij zitten en zegt dat hij weet dat Locke hem aan het stalken is. Hij wil dat dat afgelopen is. Toch zegt hij tegen Locke dat hij niet meer terug moet komen en dat hij niet welkom is. Locke stopt echter niet en tijdens een diner met Hellen ter viering van het feit dat ze 6 maanden samen zijn geeft Helen aan Locke een cadeau: een sleutel van haar huis onder voorwaarde dat hij ophoudt met het bespieden van het huis van zijn vader. Locke gaat hiermee akkoord maar blijkt niet in staat zijn woord te houden. Uiteindelijk volgt Helen hem een keer en confronteert hem met het breken van zijn belofte en legt uit dat Locke bang moet zijn voor de toekomst, hetgeen zijn vader hem heeft aangedaan en de verdere voortgang van de relatie met Helen. Als hij antwoordt, dat hij niet weet wat hij anders kan doen, zegt Helen dat het ook helemaal niet zo vreemd is, dat het moeilijk is, maar zij vraagt hem om toch te doen wat onmogelijk lijkt, ermee in het reine komen. Locke lijkt het te begrijpen en ze omhelzen elkaar. In de bunker heeft Sayid de computer met succes gerepareerd en laat Locke de nummers intypen. Als Hurley hen hoort praten dringt hij er nogmaals op aan om de nummers niet te gebruiken, maar stopt met protesteren nadat hij ziet dat Locke een verkeerd cijfer heeft ingegeven. Net voordat Locke de "execute"-knop wil indrukken arriveert Jack en vertelt Locke de juiste nummers. Locke vindt dat Jack degene moet zijn om de "execute"-knop in te drukken, maar Jack weigert. Het alarm gaat af, betekenende dat er niet veel tijd meer is, ontstaat er een discussie tussen de twee, waarbij Locke aan Jack vraagt, waarom hij het zo moeilijk vond om te geloven dat het echt is. Jack antwoordt met een tegenvraag, waarom Locke het zo makkelijk te geloven vond. Locke antwoordt terug, dat het nooit makkelijk is geweest en dat Jack maar eens in het reine met zichzelf moet komen. Met enkele luttele seconden op de klok over, drukt Jack alsnog op de "execute"-knop en de timer herstelt zich naar 108. Locke zegt dat hij de eerste dienst wel neemt bij de computer. De aflevering eindigt met het verspringen van de timer van 108 naar 107. |                                   |                            |                   |                                         |                   |  |
| 2-04 (29) | Everybody Hates Hugo              | Hurley                     | Alan Taylor       | Edward Kitsis & Adam Horowitz           | 12 oktober 2005   |  |
| De groep mensen die achteraan het vliegtuig zaten en op een andere plaats van het eiland zitten vinden Jin, Sawyer en Michael op het strand. Omdat ze vrezen dat ze van de "Others" zijn worden ze, samen met Ana-Lucia, gevangen gehouden. Ana-Lucia is samen met hen opgesloten om zo veel mogelijk informatie uit hen te krijgen, en zo ontfutselt ze Sawyer ook het pistool. Jack en Sayid verkennen het station, Kate neemt een douche. |                                   |                            |                   |                                         |                   |  |
| 2-05 (30) | ...And Found                      | Jin & Sun                  | Stephen Williams  | Carlton Cuse & Damon Lindelof           | 19 oktober 2005   |  |
| Michael, Sawyer en Jin worden nog altijd gevangen gehouden door de tweede groep overlevenden, die slechts uit vijf mensen meer bestaat: Eko, Bernard (de echtgenoot van de treurende Rose), Ana-Lucia en twee vrouwen. Nadat Michael, Sawyer en Jin vrij zijn gelaten uit de kooi ontsnapt Michael bij een zoektocht naar eten en rent de jungle in op zoek naar Walt. Jin en Mr. Eko proberen hem in te halen. Ze vinden het lijk van ene Goodwin die deel uitmaakte van de tweede groep overlevenden en ze horen en zien een groep volwassenen en kinderen, mogelijke gevangenen, passeren. |                                   |                            |                   |                                         |                   |  |
| 2-06 (31) | Abandoned                         | Shannon                    | Adam Davidson     | Elizabeth Sarnoff                       | 9 november 2005   |  |
| Jin en Eko slagen erin Michael terug te vinden en overtuigen hem ervan, terug te keren. Er wordt meer duidelijk over de tweede groep: ze werden de eerste nacht door de "Others" aangevallen en die ontvoerden drie mensen. Twee weken later wordt de groep opnieuw overvallen, deze keer worden negen mensen ontvoerd. De verwondingen van Sawyer, opgelopen tijdens de aanval van de "Others" op het vlot, verergeren en daarom beslist de groep naar de eerste groep overlevenden te gaan. Tijdens hun tocht worden ze achtervolgd door de "Others". Cindy wordt door hen meegenomen en Shannon wordt neergeschoten. |                                   |                            |                   |                                         |                   |  |
| 2-07 (32) | The Other 48 Days                 | Mr. Eko, Ana Lucia & Libby | Eric Laneuville   | Damon Lindelof & Carlton Cuse           | 16 november 2005  |  |
| In deze aflevering zien we, hoe de overlevenden van de crash in de staart van het vliegtuig de eerste 48 dagen doorbrachten. Ana-Lucia, Libby, Bernard, Cindy en Eko kennen we al, maar in het begin waren ze met meer. De "Others" hebben in het begin drie mensen van hen gepakt en daarna nog negen, daarom zijn ze zo bang voor de "Others". |                                   |                            |                   |                                         |                   |  |
| 2-08 (33) | Collision                         | Ana Lucia                  | Stephen Williams  | Javier Grillo-Marxuach & Leonard Dick   | 23 november 2005  |  |
| We pikken het verhaal weer op, nadat Shannon werd neergeschoten door Ana-Lucia. Sayid is furieus en loopt vastberaden met een geweer naar Ana-Lucia. Mr. Eko kan nog net een tweede dodelijk slachtoffer vermijden als hij Sayid op de grond krijgt en zo zijn geweer kan afnemen. Ana-Lucia besluit om Sayid vast te binden aan de boom. Mr. Eko vreest voor Sawyers leven en besluit op eigen houtje naar het kamp van de andere overlevenden te gaan. Ana-Lucia maakt Michael duidelijk, dat ze van plan is alleen in de jungle te leven en ze beveelt hem achter munitie en kleren aan te gaan van het andere kamp. Terug bij de overlevenden van de ramp, wordt een romantisch partijtje golf tussen Jack en Kate verstoord door de komst van Eko met de zwaargewonde Sawyer. Jack brengt Sawyer onmiddellijk naar de hatch voor verdere verzorging en ondertussen arriveert Michael in de hatch. Nadat hij Jack inlicht, wil Jack onmiddellijk overgaan tot actie. Eko probeert Jack wat te kalmeren en hij beweert dat "Ana-Lucia een fout heeft begaan". Nadat Jack die naam hoort vallen, denkt hij onmiddellijk terug aan zijn ontmoeting met Ana-Lucia op de luchthaven, juist voor de crash. Jack besluit alleen te gaan, zonder wapens. Wat verderop in de Jungle bij Ana-Lucia, worden de overlevenden wat ongeduldig en ze besluiten ook naar het kamp te gaan. Bernard wil graag zijn vrouw Rose zien en Jin kan niet wachten om Sun weer in zijn armen te hebben. Wanneer ze aankomen worden ze vriendelijk onthaald. Ana-Lucia blijft alleen achter met Sayid en ze vertelt wat over haar leven. Ze besluit Sayid vrij te maken. Op dat ogenblik arriveert Jack. Ana lijkt blij te zijn, Jack te zien, maar ze schaamt zich wanneer ze Jacks uitdrukking ziet. Flashback: In de eerste flashback wordt duidelijk gemaakt dat Ana-Lucia een politieagente was. Ze was in therapie omdat ze een ongeluk tegenkwam toen een student haar neerschoot. Na een lange revalidatieperiode besluit Ana-Lucia's moeder, die ook bij de politie werkt, dat Ana weer klaar is om haar werk als politieagente voort te zetten. Toch blijkt Ana-Lucia niet koelbloedig wanneer ze een vrouw en een man ziet discussiëren, terwijl een baby huilt. Ana-Lucia reageert heftig en pakt direct haar revolver. Na dit incident wordt Ana-Lucia geconfronteerd met de student die haar neerschoot op het politiebureau. De moeder van Ana vraagt om de dader, Jason genaamd, te identificeren. Ook al had Jason al bekend, dat hij Ana neerschoot, toch weigert ze om hem aan te duiden als de dader. Diezelfde avond gaat Ana-Lucia naar een bar. Het blijkt dat Jason ook in die bar was. Nadat Jason de bar verlaat en naar de parkeerplaats gaat, volgt Ana-Lucia hem. Wanneer ze merkt dat ze alleen is zegt ze: "Hé Jason, ik was zwanger". Daarna schiet ze hem meerdere keren in de borst. |                                   |                            |                   |                                         |                   |  |
| 2-09 (34) | What Kate Did                     | Kate                       | Paul Edwards      | Steven Maeda & Craig Wright             | 30 november 2005  |  |
| Hier weten we eindelijk wat Kate gedaan heeft. Ze heeft haar vader Wayne vermoord, door zijn huis op te blazen. Op het eiland is Sawyer nog altijd zwaargewond. Kate zorgt 24 uur voor hem en wanneer ze even weg is, vertelt Sawyer Jack dat hij van Kate houdt. Jack reageert hier ontgoocheld op. Wanneer Kate terugkeert en dicht bij Sawyer kruipt, springt Sawyer opeens op en vraagt haar, waarom hij haar heeft vermoord. Daarna grijpt hij naar haar keel. Kate kan uit de wurggreep ontsnappen en ze verlaat de bunker. Wanneer Jack en John terugkomen van de begrafenis van Shannon vindt Jack Sawyer op de grond. Hij besluit Kate te gaan zoeken en wanneer hij de verwarde Kate terugvindt in de jungle, confronteert hij haar met haar verleden. Nadat Kate uithuilt bij Jack, kust ze hem en vlucht weg. Later gaat ze weer op ziekenbezoek bij Sawyer en zoekt ze een verklaring voor die wurggreep. Ze praat tegen de bewusteloze Sawyer net alsof hij Wayne is. Nadat ze haar verhaal heeft gedaan, ontwaakt Sawyer. In deze aflevering staat Kate centraal. |                                   |                            |                   |                                         |                   |  |
| 2-10 (35) | The 23rd Psalm                    | Mr. Eko                    | Matt Earl Beesley | Carlton Cuse & Damon Lindelof           | 11 januari 2006   |  |
| In deze aflevering wordt het achtergrondverhaal van Mr. Eko verteld. De Afrikaanse Mr. Eko bleek zich als kindsoldaat aangesloten te hebben bij een rebellenleger en groeide later op tot een geducht crimineel. Het blijkt dat Mr. Eko samen met zijn handlangers drugs wilde smokkelen in Mariabeeldjes (net zulke beeldjes als Locke en Boone in het eerste seizoen vonden). Wanneer een drugsvlucht van Nigeria naar Amerika fout afloopt en hierbij zijn broer (een priester), die hem wilde redden, op het vliegtuig belandt dat nooit meer teruggezien wordt, komt hij tot inkeer en wordt gelovig. Ook komt Claire achter het feit, dat Charlie wist van de heroïne in de Mariabeeldjes en Michael wordt weer gecontacteerd door Walt via de computer in de ondergrondse ruimte achter het luik. Wanneer Charlie Mr. Eko naar het Nigeriaans vliegtuigje brengt en terwijl Charlie in een boom klimt, komt Mr. Eko oog in oog te staan met het mysterieuze monster. Deze scène levert het eerste duidelijke beeld van het monster: het is een zwarte rook die ook reeds gedeeltelijk getoond werd in Exodus (de laatste afleveringen van seizoen 1). |                                   |                            |                   |                                         |                   |  |
| 2-11 (36) | The Hunting Party                 | Jack                       | Stephen Williams  | Elizabeth Sarnoff & Christina M. Kim    | 18 januari 2006   |  |
| Michael heeft besloten achter zijn zoon Walt aan te gaan nadat hij contact met hem gemaakt heeft via de computer in de ondergrondse bunker. Jack, John en Sawyer besluiten achter hem aan te gaan. Ook Kate wil meegaan, maar Jack verbiedt haar mee te gaan. Na een lange, zware tocht waar Jack, John en Sawyer verschillende conflicten hebben, ontmoeten ze de "Others". Sawyer herkent de man die hem geschoten heeft. De "Others" vragen aan Jack, John en Sawyer om rustig terug te keren, maar Jack weigert. Hij wil het conflict aangaan, maar hij moet van gedachten veranderen, wanneer de "Others" Jack tot een voorstel dwingen. Blijkbaar had Kate Jack, John en Sawyer toch gevolgd en viel ze in de handen van de "Others". Jack kan niet anders dan terugkeren, om zo het leven van Kate te redden. Toch is hij boos op haar en dat laat hij ook merken. Kate voelt zich schuldig en probeert het uit te leggen aan Jack, maar hij negeert haar. Waarschijnlijk neemt hij het haar kwalijk dat ze hem heeft gekust en daarna niet meer met hem heeft gepraat en dan flirt met Sawyer. Op het einde van de aflevering vraagt Jack aan Ana-Lucia, hoelang het zou duren om een leger te trainen. We zien flashbacks van Jack. We weten nu eindelijk waarom hij gescheiden is. Zijn vrouw Sarah had een ander, maar ook Jack had een andere vrouw gekust. |                                   |                            |                   |                                         |                   |  |
| 2-12 (37) | Fire+Water                        | Charlie                    | Jack Bender       | Edward Kitsis & Adam Horowitz           | 25 januari 2006   |  |
| Charlie heeft het moeilijk met het feit, dat hij niet meer bij Claire of Aaron kan zijn. Hij droomt dat Aaron in gevaar is en wil alles doen om hem te beschermen. Toch verklaart iedereen hem gek, tot hij praat met Eko. Die vertelt hem dat Aaron gedoopt moet worden. Charlie krijgt het ook weer moeilijk, wanneer hij de Mariabeeldjes binnen handbereik ziet. Hij blikt terug op het drugsgebruik van zijn broer en hoe dit Driveshaft heeft beïnvloed. Hurley doet een toenaderingspoging tot Libby. |                                   |                            |                   |                                         |                   |  |
| 2-13 (38) | The Long Con                      | Sawyer                     | Roxann Dawson     | Steven Maeda & Leonard Dick             | 8 februari 2006   |  |
| In deze aflevering wordt Sun aangevallen door een onbekende. Heel het kamp staat in rep en roer. Jack, John en Ana-Lucia vrezen dat de "Others" hiermee iets te maken hebben, alhoewel die beloofd hadden, hen met rust te laten. Kate en Sawyer besluiten zelf op onderzoek uit te gaan om de dader te vinden en vinden een mysterieuze, zwarte kap. Tijdens deze aflevering blikt Sawyer terug op een vroegere liefde. |                                   |                            |                   |                                         |                   |  |
| 2-14 (39) | One Of Them                       | Sayid                      | Stephen Williams  | Damon Lindelof & Carlton Cuse           | 15 februari 2006  |  |
| Sayid denkt terug aan zijn tijd in Irak, toen de bunker waarin hij zat met de Republikeinse Garde werd ingenomen door de Amerikaanse troepen. Die dwongen hem toen te helpen bij de ondervraging van zijn commandant. Terug op het eiland wordt Rousseau gesignaleerd rond het kamp. Ze beweert dat ze op zoek was naar Sayid. Ze heeft een verrassing voor hem in de jungle. |                                   |                            |                   |                                         |                   |  |
| 2-15 (40) | Maternity Leave                   | Claire                     | Jack Bender       | Dawn Lambertsen Kelly & Matt Ragghianti | 1 maart 2006      |  |
| In deze aflevering wordt de baby van Claire ziek: hij heeft koorts en uitslag. Claire maakt zich enorm veel zorgen en ze begint zich weer van alles te herinneren over toen ze was ontvoerd door Ethan. Je ziet haar herinnering waarin Ethan haar medicatie geeft zodat haar baby niet ziek wordt. Ze denkt dat dit geen medicatie is, maar een virus. Ze wil weten waar die plaats is waar ze gevangen werd gehouden maar ze heeft geen aanknopingspunten. Ze gaat samen met Kate naar Rousseau, omdat zij weet waar Claire is achtergelaten. Zo komt ze erachter waar ze is heengebracht en waar ze die 2 weken heeft gezeten. Ze denkt dat ze een medicatie vindt voor haar kind maar ze vindt alleen een lege bunker. In die bunker was een kamer waar ze onder verdoving werd gehouden, in die kamer waren allemaal babyspulletjes. Op een gegeven moment zie je in haar herinnering, dat ze een babysokje aan het breien is en nu vindt ze dat babysokje, dat nog op de grond ligt, terwijl al de rest weg is. Medicatie voor haar baby vindt ze niet, maar ze komt er wel achter dat Rousseau haar niet wilde terugbrengen naar de "Others", maar dat ze haar wilde helpen. Kate vindt in een kast netjes op hangers hangende kleding die de "Others" droegen. Ook vindt ze een plakbaard. Ze gaan terug naar het kamp en dan ziet ze dat haar baby weer beter is en dat het gewoon een koorts was. In deze aflevering zit ook het verhaal van Jack en Locke die Henry Gale vasthouden, omdat ze vermoeden dat het iemand van de "Others" is. Mr. Eko komt erachter dat ze hem vasthouden en hij wil met die kerel praten. Hij vraagt vergiffenis omdat hij een paar van de "Others" heeft vermoord. Locke wordt ook kwaad, omdat hij geconfronteerd wordt met het feit, dat Jack eigenlijk al de touwtjes in handen heeft. |                                   |                            |                   |                                         |                   |  |
| 2-16 (41) | The Whole Truth                   | Sun                        | Karen Gaviola     | Elizabeth Sarnoff & Christina M. Kim    | 22 maart 2006     |  |
| We komen te weten dat Sun zwanger is. Uit flashbacks blijkt echter dat Jin geen kinderen kon krijgen. We krijgen ook te zien van wie Sun Engels geleerd heeft. Ana-Lucia neemt het ondervragen van Henry Gale over van Jack en Sayid. Ana-Lucia, Charlie en Sayid gaan op zoek naar de luchtballon van Henry. |                                   |                            |                   |                                         |                   |  |
| 2-17 (42) | Lockdown                          | Locke                      | Stephen Williams  | Carlton Cuse & Damon Lindelof           | 29 maart 2006     |  |
| John komt vast te zitten met z'n been onder muren die naar beneden waren geschoven, en dan staat er een plattegrond op de muur. Henry Gale bevrijdt Locke. Sawyer en Jack spelen een potje poker met een grote inzet. Ana-Lucia, Charlie en Sayid vinden ook de luchtballon van Henry Gale, en het graf van z'n vrouw, maar in het graf blijkt geen vrouw te liggen, maar een man, genaamd Henry Gale. |                                   |                            |                   |                                         |                   |  |
| 2-18 (43) | Dave                              | Hurley                     | Jack Bender       | Edward Kitsis & Adam Horowitz           | 5 april 2006      |  |
| Deze aflevering gaat over de flashbacks van Hurley. Hij geeft toe aan Libby, dat hij eetverslaafd is en samen besluiten ze al het eten weg te gooien. Net wanneer hij dit heeft gedaan, zien ze dat er een groot pakket met ongelofelijk veel eten gedropt is op het eiland. Dit komt vermoedelijk omdat Henry de nummers niet op tijd heeft ingetikt. 'Henry' geeft ook toe dat hij een van de "Others" is. Ondertussen ziet Hurley zijn oude vriend Dave, van de instelling waarin hij zat, terug. Dave zegt hem dat het eiland niet echt is, maar in zijn verbeelding zit en dat hij van de rots moet springen om terug in de werkelijkheid te komen. Wat wij al weten is dat deze 'Dave' degene is, die zich in Hurleys verbeelding begeeft. Net voor hij wil springen, komt Libby bij de rots aan en overtuigt hem ervan, het niet te doen. Ze kust hem en samen gaan ze terug naar het kamp. Op het eind van de aflevering zien we Libby in een flashback in het verslaafdenopvangcentrum. |                                   |                            |                   |                                         |                   |  |
| 2-19 (44) | S.O.S.                            | Rose & Bernard             | Eric Laneuville   | Steven Maeda & Leonard Dick             | 12 april 2006     |  |
| Hier krijgen we meer te weten over het verleden van Bernard en Rose. We zien hoe ze elkaar ontmoeten, een dik jaar voor de crash. Wanneer Bernard haar ten huwelijk vraagt, vertelt Rose hem dat ze kanker heeft. Terug op het eiland vindt Bernard, dat de rest de moed op redding opgegeven heeft en wil daarom een groot SOS-teken maken. Ondanks het weinige enthousiasme van de andere eilandbewoners, zelfs niet van Rose, gaat Bernard door met zijn project. Rose kan hem echter overtuigen ermee te stoppen, omdat ze denkt dat haar kanker verdwenen is door het eiland. Ook zien we in deze aflevering, dat Jack en Kate in de jungle op zoek gaan naar de "Others" om hen een voorstel te doen. Jack wil "Henry Gale" ruilen voor Walt. Aan het einde van de aflevering staat Jack aan de grens (die in aflevering 11 werd afgesproken) en hij roept de man met de baard. Niemand komt. Jack en Kate blijven er wachten en in het midden van de nacht zien ze iemand die op hen aangelopen komt. Het is Michael die volledig uitgeput is. |                                   |                            |                   |                                         |                   |  |
| 2-20 (45) | Two for the Road                  | Ana Lucia                  | Paul Edwards      | Elizabeth Sarnoff & Christina M. Kim    | 3 mei 2006        |  |
| Michael is terug. Hij vertelt dat de "Others" slechts met 22-en zijn en dat ze maar een paar wapens hebben. Hurley wil Libby verrassen. Henry Gale probeert Ana-Lucia te vermoorden, maar John is er juist op tijd bij. In een flashback zien we hoe Ana-Lucia ontslag neemt bij de politie en Jacks vader ontmoet. Op het einde van de aflevering wil Ana-Lucia Henry doodschieten (met een pistool dat ze van Sawyer gestolen heeft), maar ze heeft de moed niet. Michael stelt voor, om Henry in haar plaats dood te schieten, waarop Ana hem haar pistool geeft. Vervolgens verontschuldigt Michael zich en schiet Ana-Lucia neer. Op dat moment komt Libby binnen, waarop een verschrikte Michael haar ook neerschiet. Vervolgens maakt hij met de gekregen combinatie van Ana-Lucia de deur naar de wapenkamer open. Henry Gale kijkt hem aan, waarna Michael in beeld komt en het pistool op zijn eigen schouder richt en schiet. |                                   |                            |                   |                                         |                   |  |
| 2-21 (46) | Questionmark                      | Mr. Eko                    | Deran Sarafian    | Damon Lindelof & Carlton Cuse           | 10 mei 2006       |  |
| Het vraagteken wijst er niet op dat de titel van deze aflevering onbekend is: het vraagteken is de titel van deze aflevering ("the question mark"). We krijgen deze keer weer flashbacks te zien van Mr. Eko. We leren, dat hij in Australië aan het werk was als priester. Hij moet onderzoek doen naar paranormale dingen en kwam zo in contact met de dochter van de paragnost die Claire destijds op vlucht 815 stuurde. Ondertussen, op het eiland, krijgt Mr. Eko een rare droom, waarin hem wordt verteld door zijn overleden broer Yemi, dat hij met Locke op zoek moet gaan naar het vraagteken. Dit is het vraagteken wat op de kaart op de muur van de bunker stond in de aflevering "Lockedown". Samen gaan ze op zoek en hun zoektocht leidt hen weer naar het Nigeriaanse drugsvliegtuigje. Locke raakt steeds meer het vertrouwen in het eiland kwijt en denkt terug aan zijn tocht met Boone en zijn droom die tot de dood van Boone leidde. Eko zet door en klimt opnieuw tegen de rots omhoog waar Boone vanaf viel. Daar ontdekt hij het vraagteken onder het vliegtuigje. Samen met Locke duwt hij het vliegtuigje aan de kant en daar ontdekken ze een nieuw luik. Dit luik zorgt ervoor dat Locke al zijn geloof in het eiland verliest en dat Eko een nieuwe missie vindt. Het indrukken van de code in de hatch. |                                   |                            |                   |                                         |                   |  |
| 2-22 (47) | Three minutes                     | Michael                    | Stephen Williams  | Edward Kitsis & Adam Horowitz           | 17 mei 2006       |  |
| Deze aflevering laat ons flashbacks van Michael zien toen hij op zoek was naar Walt. We leren dat Michael inderdaad de "Others" heeft gevonden en werd meegenomen naar hun kamp. Daar krijgt hij 3 minuten de tijd om met Walt te praten. Walt waarschuwt Michael dat de "Others" niet zijn, zoals ze zich voordoen. Een vrouw van de "Others" hoort Michael uit over Walt en zijn krachten. Er wordt verteld dat Michael zijn zoon terug krijgt als hij een opdracht uitvoert voor de "Others". Op het eiland vindt de begrafenis plaats van Libby en Ana-Lucia. De losties horen dat Michael terug is, maar worden daarnaast meteen geconfronteerd met de twee overleden losties. Er moet actie worden ondernomen. Jack wil naar het kamp van de "Others" om Walt terug te halen en wraak te nemen op de twee overleden losties. Maar Michael wil deze queeste zelf onder controle hebben om andere redenen. Hij wil per se samen met Kate, Jack, Hurley en Sawyer naar de "Others". Sayid wil mee, maar wordt door Michael tegengehouden. Sayid ruikt onraad en bespreekt dit met Jack. Michael is veranderd. Wat is zijn verborgen agenda? |                                   |                            |                   |                                         |                   |  |
| 2-23 & 2-24 (48-49) | Live Together, Die Alone (1 en 2) | Desmond                    | Jack Bender       | Carlton Cuse & Damon Lindelof           | 24 mei 2006       |  |
| Een zeilboot arriveert op het eiland en iedereen hoopt op redding. Jammer genoeg is niets minder waar, want al snel blijkt dat het de boot van Desmond is. Na weken rondzeilen op weg naar Fiji is Desmond nog niet verder geraakt dan de kustlijn waar de Losties al bijna 2 maanden vertoeven. Gedurende de episode krijgen we de geschiedenis van Desmond te zien en komen we te weten, waarom hij mee deed aan een race rond de wereld. Tijdens deze reis ontmoeten we Kelvin, de vorige partner van Desmond. Met behulp van de boot beslist Sayid de noordkant van het eiland te verkennen vooraleer Jack, Kate, Sawyer, Hurley en Michael daar aankomen. Onderweg komen hij, Sun en Jin een vreemd standbeeld tegen. Tijdens de trip naar de andere kant van het eiland, komt de waarheid over Michael aan het licht. Locke wil koste wat het kost Mr. Eko overtuigen niet meer op de knop te duwen, maar dit lukt hem alleen met de hulp van Desmond, die een leuk trucje achter de hand heeft... Sayid arriveert in het kamp van de "Others", maar daar staat een grote verrassing voor hem te wachten. Het kamp is totaal uitgestorven, en een tweede Dharma-bunker die zich er zou bevinden is slechts een illusie, achter de deur met het Dharma-logo is enkel een rotswand te vinden. In het midden ontdekken de 5 Losties, die onderweg zijn naar de "Others" een grote berg tubes, met daarin schriften die vol staan met handgeschreven logboeken. Wanneer blijkt, dat de groep niet onderweg is naar het kamp van de "Others", worden ze gevangengenomen. Terwijl Desmond en Locke in het luik wachten op het aflopen van de timer, proberen Charlie en Mr. Eko de deur op te blazen met behulp van dynamiet. Dit loopt niet volledig zoals gepland. Het geheim van de onzichtbare kaart wordt iets verduidelijkt en we komen te weten, dat er een failsafe is voor het geval de code niet ingedrukt kan worden. Na het bestuderen van de outprint uit het Pearl-station, ontdekt Desmond het mogelijke mysterie achter het neerstorten van het vliegtuig. Exact op de dag dat Desmond niet op tijd de knop kon indrukken en er een zwaar magnetisch veld ontstond, stortte het vliegtuig neer. Desmond vermoedt dat het vliegtuig neerstortte door de aantrekkingskracht van het magnetisch veld. Hierdoor verliest hij alle vertrouwen in de theorie van Locke en is hij ervan overtuigd, dat de knop ingedrukt moet worden. Locke gooit de computer kapot zodat het onmogelijk is om de knop nog in te drukken. De klok telt af naar nul, waarna de hiërogliefen verschijnen. Dan begint de bunker hevig te schudden en wordt er een magnetisch veld op gang gebracht. De lucht rondom het eiland krijgt een violette kleur, terwijl een oorverdovend geluid klinkt. Desmond moet een sleutel gebruiken om het magnetisch veld te stoppen, terwijl Locke opmerkt dat hij fout zat over het idee dat alles een experiment was. Het is onduidelijk of de twee het overleefd hebben. Weer terug bij Pala Ferry, komen we te weten dat Henry meer macht heeft dan dat hij heeft laten merken. Michael en Walt mogen samen met de boot van het eiland vertrekken naar een onbekende locatie en Hurley mag terugkeren naar het kamp met de boodschap, dat niemand ooit op zoek mag gaan naar het kamp van de "Others". De aflevering eindigt met een scène die lijkt plaats te vinden op een poolonderzoekscentrum. Twee Portugeessprekenden worden opgeschrikt door een signaal dat de computer afgeeft: ">/ 7418880 Electromagnetic Anomaly Detected". Een van hen belt op naar Penelope Widmore, de vriendin van Desmond, om te zeggen dat ze "het" hebben gevonden. |                                   |                            |                   |                                         |                   |  |